# Stefan Leletko
Stefan Leletko (né le 5 septembre 1953 à Świdnica - mort le 5 octobre 2012 à Opole) est un haltérophile polonais.

## Carrière
Sept fois champion de Pologne, il réalise ses plus grands succès en 1982 en remportant les championnats du monde et d'Europe. Il participe aux Jeux olympiques de 1976 et de 1980.

## Palmarès

### Championnats du Monde
- Médaille d'Or lors des Championnats du Monde 1982 à Ljubljana (Yougoslavie).
- Médaille de Bronze lors des Championnats du Monde 1983 à Moscou (URSS).

### Championnats d'Europe
- Médaille d'Or lors des Championnats d'Europe 1982 à Ljubljana (Yougoslavie).
- Médaille d'Argent lors des Championnats d'Europe 1979 à Varna (Bulgarie).
- Médaille d'Argent lors des Championnats d'Europe 1980 à Belgrade (Yougoslavie).
- Médaille de Bronze lors des Championnats d'Europe 1983 à Moscou (URSS).

### Championnats de Pologne
- Médaille d'Or aux Championnats de Pologne 1975, 1976, 1977, 1978, 1979, 1980 et 1982
- Médaille de Bronze aux Championnats de Pologne 1981